# فائقة بنت إسحاق
فائقة بنت إسحاق بن إبراهيم هي ابنة النبي إسحاق بن النبي إبراهيم، وأخت النبي يعقوب.

## عائلتها
- أبوها: إسحاق بن إبراهيم.
- أخواها: يعقوب بن إسحاق، وعيسو بن إسحاق.